# Keys (álbum)
Keys (estilizado em letras maiúsculas) é o oitavo álbum de estúdio da cantora, compositora e produtora norte-americana Alicia Keys, lançado em 10 de Dezembro de 2021 através de seu selo independente,
 AK Worldwide Productions, distribuído pela RCA Records, sendo esse, seu último álbum de estúdio com a gravadora, marcando o término de um contrato de vinte e um anos com a Sony Music. O álbum marca um novo ciclo na carreira da cantora, que a partir de agora decidiu se tornar uma artista independente.
É descrito como um álbum duplo, com dois tipos diferentes de sons, onde o lado (Originals) produzido por Alicia possui "vibrações de piano descontraídas" e o outro lado (Unlocked) produzido por Alicia em parceria com Mike WiLL Made It possui "vibrações otimistas, bateria e nível elevado." O álbum ainda conta com as participações de Swae Lee, Pusha T, Brandi Carlile, Lil Wayne, Khalid e Lucky Daye.
O primeiro single “LALA (Unlocked)” marca a primeira colaboração entre Alicia e o rapper americano Swae Lee e foi lançado em 9 de setembro de 2021 e posteriormente apresentado no MTV Video Music Awards. 
O segundo single "Best of Me" foi lançado em duas versões (Originals e Unlocked) em 29 de Outubro de 2021 e impactou as rádios Urban AC em 9 de Novembro de 2021.
O álbum estreou na posição 41 na Billboard 200 com 20.800 cópias equivalentes, sendo seu álbum de estúdio com menor desempenho e o primeiro a estrear fora do Top 5 da parada americana. Isso se deve ao fato do álbum só ter sido disponibilizado atráves de plataformas de streaming e para compra via download digital.
Keys foi muito bem recebido pelo público, sendo eleito em uma votação pelos usuários do site Metacritic, como o "Melhor álbum de 2021". Criticamente o álbum também foi bem recebido, onde os críticos elogiaram sua originalidade, ousadia e habilidade em explorar diversos gêneros musicais diferentes.
Em um comunicado a imprensa declarou:
| “ | Até o momento, este é o meu projeto favorito! É a minha vez e eu estou aproveitando. Eu amo os dois lados – é como sábado e domingo. Vocês vão adorar!”. | ” |

“KEYS está chegando em 10 de dezembro, queria compartilhar oficialmente a capa com vocês. Um álbum. 2 versões. Originals e Unlocked. Os Originais vêm desse meu lado clássico, é esse AK que queremos, uma volta ao lar. O lado Unlocked, eu queria experimentar Os Originals para criar uma experiência sonora totalmente diferente. Então Mike Will Made-It e eu nos conectamos e fizemos mágica. Juntos, eles são uma fusão dos mundos dentro de mim com o #KEYS como o ingrediente principal e estou muito animada para compartilhar isso com vocês".

Alicia explicando o álbum e seu conceito em uma publicação em suas redes sociais.

## Antecendentes, desenvolvimento e gravação
Em meados de 2020, sofrendo de bloqueio criativo e se sentindo frustrada por não poder realizar sua turnê, 
Alicia – The World Tour, que havia planejado para suportar seu último álbum, devido a pandemia de COVID-19, Alicia decidiu entrar em estúdio e produzir novas canções, a partir de uma ideia que ela tinha já há algum tempo. "Quando o impacto da pandemia começou, muitas pessoas me perguntavam se eu estava me sentindo tão criativa, se eu estava presa em casa apenas criando tudo e eu realmente não estava. Não me senti nem um pouco criativa, eu havia perdido meu centro e realmente não sabia como encontrar paz. Começou a ficar bastante desconfortável e frustrante, porque como todos nós voltamos a alguma forma de normalidade, obviamente, não poderíamos sair em turnê e fazer todas as coisas normais que poderíamos fazer. Então eu voltei imediatamente e soube que queria fazer um álbum chamado 'Keys'. Eu sei disso há anos. Está pronto há cinco anos, esse conceito e esse álbum realmente focado no piano e sendo sobre as músicas e a crueza".
Alicia então começou a criar o álbum. "Quando comecei a criá-lo, percebi que era uma volta ao lar para mim, porque me trouxe de volta ao centro que eu estava procurando, mas não conseguia encontrar por um momento". Ela então se reuniu com sua engenheira de produção e mixagem de longa data, Ann Mincieli e conversaram sobre criar dois tipos de músicas diferentes. "E enquanto estávamos fluindo por ele, eu e minha engenheira Ann Mincieli - ela está comigo há muito tempo e é uma maga super foda - começamos a conversar sobre esse conceito sobre esses dois mundos". 
Ann então sugeriu Alicia a entrar em contato com o produtor Mike Will Made-It. "Quando me conectei com Mike Will, senti uma vibração instantânea, então, eu tinha todo esse trabalho que chamávamos de 'Keys' e queria ver o que aconteceria se eu experimentasse a mim mesmo", detalha em entrevista a Entertainment Weekly.
Grande parte das músicas foram criadas na versão "Originals" e depois remixadas para a versão "Unlockled", exceto "Nat King Cole" e "Lala", que só foi produzida na versão Unlocked. Sobre a participação de Brandi Carlile na música “Paper Flowers” ela disse que as "duas se conectaram em "A Beautiful Noise" que depois correram para a sala para escrever a canção, com Carlile na guitarra e ela no piano, unindo as duas vozes", como detalhou em entrevista para a revista Variety.

## Conceito
Alicia define o álbum "Keys" como a "união de dois mundos", como explica em entrevista a Entertainment Weekly:
| “ | Eu descrevo como um sábado e um domingo, um [lado] você arrasa no sábado, e outro no domingo e é uma coisa linda. É uma experiência incrível. É como se você encontrasse um disco vintage da Nina Simone e quisesse experimentá-lo e dar-lhe outra energia, como soaria? Então, 'Keys' é todo esse trabalho. 'Os Originais' que é toda aquela música que tem tudo a ver com piano e sua crueza e o 'Unlocked' que é eu e Mike Will experimentando a mim mesma e chegando com todo esse outro som". | ” |

## Letras e Temas
Keys se afasta dos temas sociopolíticos de seus últimos álbuns, "Alicia" (2020) e "Here" (2014) e mostra a cantora resistindo contra a perfeição superficial através de músicas que exploram o desejo, o amor e a solidão, sendo em parte uma resistência contra a perfeição superficial e falsa, sendo na maior parte interpretando uma mulher escrava de seus sentimentos, às vezes conectada, carente, amorosa, generosa, desolada, ciumenta e, eventualmente, com poder de cura, temas que remetem a seu álbum de estréia "Songs in A Minor" (2001).
O álbum abre com "Plentiful" onde ela canta "Eu costumava viver escondida em um disfarce", uma afirmação de fé religiosa e também em si mesma. Em "Best of Me" fala sobre promessas de lealdade, honestidade e devoção absoluta. Em "Dead End Road", ela está tentando desesperadamente salvar um relacionamento fracassado, que lembra Aretha Franklin em um estilo gospel "chamada e resposta" com um coro que parece estar vindo de dentro de sua própria cabeça, ainda a encorajando a "tentar". Em "Only You", ela declara, "Não sou nada sem você aqui" com acordes reverberantes de piano. Em "Is It Insane", ela está ao piano, conduzindo um trio de jazz de estilo vintage por acordes complexos enquanto canta sobre ficar obcecada por um ex, enquanto implora: "Leve a dor embora". Skydive" e "Love When You Call My Name" mostram uma atitude confiante quando ela está aproveitando o romance, em "Old Memories" a cantora vai do arrependimento à resiliência. Em “Nat King Cole”, ela oferece uma espécie de declaração de missão sobre o trabalho árduo necessário para transformar suas influências clássicas em momentos contemporâneos. "Lala", detalha um caso de amor apaixonado em que Keys e Swae Lee trocam frases de flerte".

## Recepção da Crítica
| Críticas profissionais | Críticas profissionais |
| Pontuações agregadas   | Pontuações agregadas   |
| Fonte                  | Avaliação              |
| ---------------------- | ---------------------- |
| AnyDecentMusic?        | 6.4/10                 |
| Metacritic             | 65/100                 |
| Avaliações da crítica  |                        |
| Fonte                  | Avaliação              |
| The Telegraph          | [ 26 ]                 |
| Rolling Stone          | [ 7 ]                  |
| Slant Magazine         | [ 27 ]                 |
| Clash Music            | 7/10                   |
| The Observer           | [ 29 ]                 |
| AllMusic               | [ 30 ]                 |
| The Guardian           | [ 31 ]                 |
| NME                    | [ 32 ]                 |
| The New York Times     | 7/10                   |
| The Line of Best Fit   | 7/10                   |
| The Independent        | [ 34 ]                 |

Keys foi recebido com críticas em sua maioria positivas dos críticos. No Metacritic, que atribui uma classificação normalizada de 100 às resenhas de publicações profissionais, o álbum recebeu uma pontuação média de 65 com base em 11 resenhas. O AnyDecentMusic? atribuiu-lhe uma pontuação de 6,5 em 10, com base na avaliação do consenso crítico do local.
O crítico Neil McCormick do The Telegraph elogiou dizendo que "há uma classe, ambição, confiança e realização em exibição". Robin Murray do Clash Music disse que é "um projeto amplo e ambicioso de um ícone moderno, em que a musicalidade de Alicia pode ir do jazz ao neo-soul via hip-hop, tudo na mesma música, construindo um catálogo de soul moderno único e que literado e honesto, nem sempre conecta, mas com 90 minutos de música para explorar é um projeto que exige tempo e paciência para ser absorvido de verdade" e destacou as faixas "Plentful", que segundo ele "se move de tons exuberantes de jazz para aquele recurso Pusha T contundente, e parece atuar como um mini-manifesto para o que está por vir - ambicioso, cheio de informações e ousado em sua execução". "Best of Me", que é um destaque inicial comovente, "Love When You Call My Name" que chamou de "uma canção de amor simples e sem adornos". "Old Memories" que disse ter um lado melancólico, "Paper Flowers" que diz ser "um lembrete da habilidade de Alicia Keys de se alongar" e também elogiou a versão Unlocked de "Nat King Cole" dizendo que "apresenta uma característica fantasmagórica de Lil Wayne e a comparou ao trabalho da banda Portishead." Jon Dolan da Rolling Stone chamou de "mais ambicioso até agora, indo de baladas torch a faixas dançantes e passando por décadas com facilidade" e o comparou ao trabalho de "Billie Holiday, Summer Walker, Laura Nyro e Labelle".
Jon Pareles do The New York Times chamou de "experimento de alto conceito autoconsciente e introspectivo que tem surgido durante a pandemia, sendo (o álbum) em parte uma resistência contra a perfeição superficial e falsa." e completou dizendo que "as canções 'Unlocked' soam como "performances públicas, puras e blindadas e solidamente 4/4, mais bloqueadas do que desbloqueadas e que as 'Originais' sugerem sentimentos mais livres, confusos, mais próximos, não resolvidos, ousadamente desprotegidos - e completamente, abertamente humanos".
Liam Inscoe-Jones  do The Line of Best Fit elogiou dizendo que "as melhores músicas aqui são absolutamente, pelo menos sonoramente, as mais seguras", comparando 'Is It Insane' ao trabalho de Ella Fitzgerald, em "cosplay puro e simples em que Keys desempenha bem o seu papel".
Alguns críticos no entanto estavam menos entusiasmados em suas avaliações. Andy Kellman  do AllMusic disse que "o disco um é essencialmente um LP padrão de Alicia Keys, enquanto o segundo disco é um álbum de remixes mais duas novas canções e que as novas músicas da última metade são duas das colaborações de alto perfil do álbum, chamando de "uma oportunidade perdida de sonoridade provisória com Khalid e Lucky Daye", e um dueto embriagado com Swae Lee onde o hit de Tyrone Davis de 1979, 'In the Mood', faz a maior parte do trabalho". Michael Cragg do The Observer disse que "há o suficiente em ambos os álbuns para manter os fãs felizes, e que aquela voz comovente ainda é uma maravilha, mas Keys tem uma sensação estranha e quente". Alexis Petridis do The Guardian chamou de "empreendimento estranho, talvez único, ousado, que carece de sucessos frios, onde seus lados descontraídos e otimistas estão longe de ser extraordinários" e completou dizendo que  "o lado Unlocked é definitivamente um álbum melhor do que Originals, mas não é um álbum incrível por si só".

## Divulgação
Em entrevista a revista Bustle, publicada em 26 de Maio de 2021, confirmou estar trabalhando em um novo álbum."O próximo álbum é uma volta ao lar”, diz ela.
Em 9 de Setembro lança o single "LALA (Unlocked)" em parceria com Swae Lee. Em 12 de Setembro de 2021 faz a primeira performance de LALA (Unlocked) no MTV Video Music Awards. Em 30 de Setembro lança sua série documental, "Noted: Alicia Keys The Untold Stories", uma série de 4 episódios do Youtube Originals, onde além de mostrar sua rotina como mãe, esposa e artista, mostra também detalhes sobre o álbum Keys, como prévia das músicas, videoclipes e bastidores das gravações.
Em 26 de Outubro divulga um vídeo de seu perfil do TikTok em suas redes sociais, onde revela que seu novo álbum se chamará "Keys" e que será duplo. Em 27 de Outubro revela sua capa oficial. Em 28 de Outubro anuncia um lançamento de um segundo single, "Best of Me" juntamente com a pré venda do álbum para o próximo dia 29 de Outubro.
Em novembro de 2021 foi capa das revistas Marie Claire no Reino Unido e nos Estados Unidos e capa da revista Glamour na Alemanha. Em 6 de novembro participou de um evento "Mercedes-EQ Concert Experience", realizado na Mercedes-Benz Manhattan. Em 7 de novembro, apareceu no programa de R&B, 1Xtra na BBC Radio no Reino Unido. Em 11 de Novembro se apresentou no Apollo Theater, onde apresentou novas músicas que fazem parte do novo álbum 
Em 1 de dezembro executou canções do álbum em um show intimista na galeria de arte Superblue durante a Art Basel em Miami Beach, Flórida. Em 6 de dezembro apareceu no programa de entrevistas "360 With Speedy Morman" da revista Complex para falar sobre o álbum. Em 10 de Dezembro, data de seu lançamento, promoveu uma festa de lançamento do álbum com uma entrevista exclusiva e performances em parceria com iHeartRadio e na mesma data realizou um concerto na Expo 2020 em Dubai, Emirados Árabes Unidos.
Em 17 de Dezembro de 2021, lançou em seu canal oficial do Youtube/Vevo, "KEYS: A Short Film" um curta-metragem dividido em 3 capítulos que mostram sua trajetória como artista, desde a infância até os dias atuais como uma estrela da música, através dos videoclipes de "Old Memories","LALA" e "Only You". Em 21 de Dezembro lançou o videoclipe de Come for Me.

## Desempenho Comercial
O álbum estreou em número 41 na Billboard 200, em número 17 na Top R&B/Hip-Hop Albums, e em número 8 na  Top R&B Albums, com 20.800 cópias equivalentes, fazendo de Keys seu álbum de estúdio com menor desempenho e o primeiro a estrear fora do Top 5 das três paradas até o momento nos Estados Unidos. Em outros países, seu desempenho também não foi favorável, na Suíça ele estreou na posição 27 da Schweizer Hitparade, na França na posição 163 da Syndicat National de l'Édition Phonographique, e no Reino Unido estreou na posição 11 de álbuns de R&B e na posição 9 na parada de álbuns digitais, falhando em entrar na principal parada musical do país, a UK Albums Chart.      Seu lançamento ocorreu apenas através de plataformas de streaming e para compra via download digital o que justifica seu fraco desempenho em vendas e nas paradas musicais.

## Faixas
| Disco 1 - Originals (versão digital) |                                                              |                                                                          |                        |         |  |
| N.º                                  | Título                                                       | Compositor(es)                                                           | Produtor(es)           | Duração |  |
| 1.                                   | "Plentful (Originals)" (participação de Pusha T)             | Alicia Keys Harold Lily Kasseem Dean Dwight Grant Graham Nash Kanye West | Keys Swizz Beatz       | 3:08    |  |
| 2.                                   | "Skydive (Originals)"                                        | Keys Raphael Saadiq Kenton Nix                                           | Keys                   | 3:04    |  |
| 3.                                   | "Best of Me (Originals)"                                     | Keys Saadiq Helen Adu Andrew Hale Stuart Matthewman                      | Keys Sam Morton        | 3:58    |  |
| 4.                                   | "Dead end Road (Originals)"                                  | Keys Fredrik Ball Dean Mclntosh                                          | Fred Ball Keys         | 3:32    |  |
| 5.                                   | "Is It Insane (Originals)"                                   | Keys                                                                     | Keysb                  | 6:21    |  |
| 6.                                   | "Billions (Originals)"                                       | Keys Abraham Orellana                                                    | AraabMuzik Keys        | 3:19    |  |
| 7.                                   | "Love When You Call My Name (Originals)"                     | Keys Saadiq                                                              | Keys                   | 3:37    |  |
| 8.                                   | "Only You (Originals)"                                       | Keys Saadiq                                                              | Keys                   | 3:15    |  |
| 9.                                   | "Daffodils (Originals)"                                      | Keys Natalie Hemby                                                       | Keys                   | 4:33    |  |
| 10.                                  | "Old Memories (Originals)"                                   | Keys Hemby                                                               | Keys                   | 2:59    |  |
| 11.                                  | "Nat King Cole (Originals)"                                  | Keys Michael L Williams II Hemby Marquel Middlebrooks Bill Withers       | Keys Mike WiLL Made It | 3:39    |  |
| 12.                                  | "Paper Flowers (Originals)" (participação de Brandi Carlile) | Keys Brandi Carlile                                                      | Keys                   | 3:24    |  |
| 13.                                  | "Like Water (Originals)"                                     | Keys Sia Furler Mark Batson                                              | Keys                   | 3:57    |  |
| 14.                                  | "Keys"                                                       | Keys                                                                     | Keys                   | 1:25    |  |

| Disco 2 - Unlocked (versão Digital) |                                                                |                                                                            |                                                          |         |  |
| N.º                                 | Título                                                         | Compositor(es)                                                             | Produtor(es)                                             | Duração |  |
| 1.                                  | "Only You (Unlocked)"                                          | Keys Saadiq Williams II Asheton Hogan Pierre Ramon Slaughter               | Mike WiLL Made It Keys P. Nasty [a] Pluss [a]            | 3:11    |  |
| 2.                                  | "Skydive (Unlocked)"                                           | Keys Saadiq Williams II Hogan Nix                                          | Mike WiLL Made It Keys Pluss [a]                         | 3:03    |  |
| 3.                                  | "Best of Me (Unlocked)"                                        | Keys Williams II Saadiq Adu Hale Matthewman Barry White                    | Mike WiLL Made It Keys                                   | 3:49    |  |
| 4.                                  | "LALA (Unlocked)" (participação de Swae Lee)                   | Keys Williams II Khalif Brown Paul Richmond Rueben Locke Jr. Darryl Ellis  | Mike WiLL Made It Keys                                   | 4:31    |  |
| 5.                                  | "Nat King Cole (Unlocked)" (participação de Lil Wayne)         | Keys Williams II Middlebrooks Hemby Dwayne Carter Withers                  | Mike WiLL Made It Keys Marzeratti [a] Tyrone Johnson [a] | 4:05    |  |
| 6.                                  | "Is It Insane (Unlocked)"                                      | Keys Williams II Hogan                                                     | Mike WiLL Made It Keys                                   | 4:27    |  |
| 7.                                  | "Come for Me (Unlocked)" (participação de Khalid e Lucky Daye) | Keys Williams II BJ Burton Carter Lang Khalid Robinson David Brown J. Cole | Mike WiLL Made It Carter Lang BJ Burton                  | 3:29    |  |
| 8.                                  | "Old Memories (Unlocked)"                                      | Keys Williams II Shondrae Crawford Hemby                                   | Mike WiLL Made It Keys                                   | 3:52    |  |
| 9.                                  | "Dead end Road (Unlocked)"                                     | Keys Fredrik Ball Dean McIntosh                                            | Fred Ball Jay Mooncie                                    | 3:32    |  |
| 10.                                 | "Love When You Call My Name (Unlocked)"                        | Keys Williams II Saadiq                                                    | Mike WiLL Made It Keys                                   | 3:15    |  |
| 11.                                 | "Daffodils (Unlocked)"                                         | Keys Williams II Hemby                                                     | Mike WiLL Made It Keys                                   | 3:04    |  |
| 12.                                 | "Billions (Unlocked)"                                          | Keys Orellana                                                              | Suzy Schinn VRon                                         | 3:00    |  |
| Duração total:                      | Duração total:                                                 | Duração total:                                                             | Duração total:                                           | 93:24   |  |

Notas
A  - denota co-produtores
B  - Is It Insane (Originals) foi recordada originalmente em 2003 para seu segundo álbum The Diary of Alicia Keys.
- As faixas "Paper Flowers (Originals)", "Like Water (Originals)", "Keys", "Billions (Unlocked)" e "Dead End Road (Unlocked)" só estão disponíveis na versão digital, sendo excluídas da tracklist da versão CD e Vinil.

Créditos de Demonstração
- Plentiful (Originals) - Contém samples de "The Truth" escrita por Beanie Sigel, Kanye West e performada por Beanie Sigel e 
 de "Chicago" escrita e performada por Graham Nash.
- Skydive (Originals) - Contém samples de "Heartbeat" escrita por Kenton Nix e performada por Taana Gardner.
- Best of Me (Originals) - Contém samples e uma interpolação de "Cherish The Day" escrita por Helen Adu, Andrew Hale, Stuart Matthewman e performada por Sade.
- Nat King Cole (Originals) - Contém samples de "Ain't No Sunshine" escrita por Bill Withers e performada por Nancy Wilson.
- Skydive (Unlocked) - Contém samples de "Heartbeat" escrita por Kenton Nix e performada por Taana Gardner.
- Best of Me (Unlocked) - Contém samples e uma interpolação de "Cherish The Day" escrita por Helen Adu, Andrew Hale, Stuart Matthewman e performada por Sade,contém samples de "Love Serenade" escrita e performada por Barry White e samples não creditado de "Strange Funky Games And Things" escrita por Barry White e performada por Jay Dee.
- LALA (Unlocked) - Contém samples de "In The Mood" escrita por Paul Richmond, Rueben Locke, Jr. Darryl Ellis e performada por Tyrone Davis.
- Nat King Cole (Unlocked) - Contém samples de "Ain't No Sunshine" escrita por Bill Withers e performada por Nancy Wilson.